# Motor City Online
Motor City Online a fost un MMO joc de curse făcut de Electronic Arts pe 11 mai 2001. Punctul culminant al jocului erau mașinile clasice (cele mai multe erau americane).

## Jocul

Versiunea PC a jocului Motor City Online.

Deși oficial nu avea prefixul Need for Speed jocul era cunoscut sub numele de Need for Speed: Motor City. Produsul a fost declarat nedemn de standardele seriei, deci prefixul "Need for Speed" a fost scos în timpul dezvoltării jocului. 
Motor City Online a fost un joc de tip MMOG (Massively Multiplayer Online Game), o variație pe tema Need for Speed, lansat de EA Games pe 10 octombrie 2001 și închis pe 29 august 2003.

## Premii
- E3 2000 Game Critics Awards: Cel mai bun joc de curse

## Cerințe de sistem
PII 333 sau echivalent, 64 MB RAM, 4X CD-ROM, 8 MB VRAM, 800 MB, DirectX 8.0

## Mașini
| - 1932 Ford Model B Coupe - 1940 Ford De Luxe Coupe - 1947 Cadillac Series 62 - 1948 Cadillac Fleetwood Station Wagon - 1949 Mercury Sport Sedan - 1953 Ford Crestline - 1955 Buick Century - 1957 Chevrolet Bel Air - 1957 Chevrolet Corvette C1 - 1957 Ford Fairlane - 1957 Ford Thunderbird - 1957 Ford Ranchero - 1958 Chevrolet Impala - 1959 Cadillac Eldorado | - 1963 Chevrolet Corvette Sting Ray C2 - 1963 Ford Thunderbird - 1964 Chevrolet Impala 2-door - 1964 Ford Galaxie - 1964 Ford Mustang Convertible - 1966 Pontiac GTO - 1966 Shelby Cobra 427 - 1967 Chevrolet Chevelle SS 427 - 1969 AMC AMX - 1969 Chevrolet Camaro RS/SS - 1969 Chevrolet Camaro Z28/RS - 1969 Chevrolet Corvette Stingray C3 - 1969 Dodge Charger Convertible - 1969 Dodge Coronet Super Bee | - 1969 Ford Mustang Cobra Jet 429 - 1969 Ford Torino GT Fastback - 1969 Oldsmobile 4-4-2 - 1969 Plymouth GTX - 1969 Plymouth Road Runner - 1970 Chevrolet Chevelle SS - 1970 Chevrolet El Camino SS - 1970 Chevrolet Nova SS - 1970 Ford Mustang Boss 429 - 1970 Plymouth Barracuda - 1970 Plymouth Duster 340 - 1973 Pontiac Firebird Trans Am - 1993 Toyota Supra - 1999 Mitsubishi Eclipse GSX |